# Marimekko

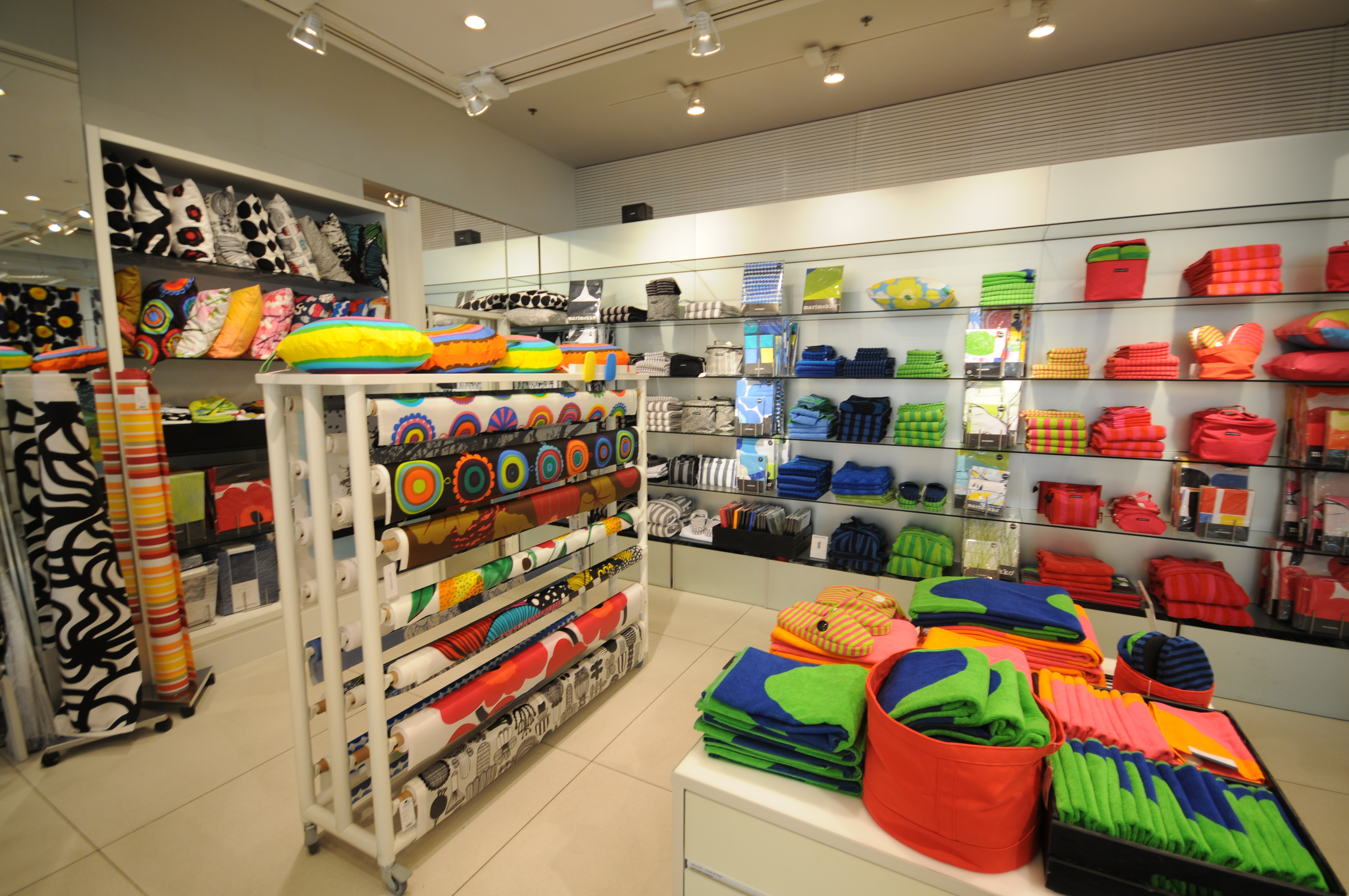
Sklep Marimekko w Helsinkach

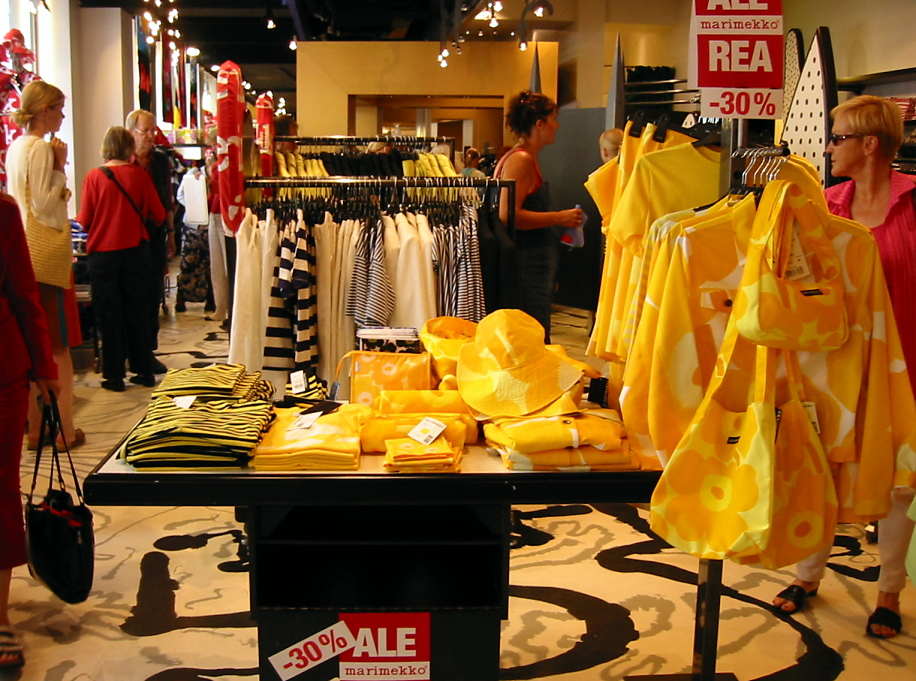
Stoisko firmy

Marimekko – fińska firma produkująca odzież i artykuły gospodarstwa domowego według własnego wzornictwa. Prowadzi sprzedaż przez sieć własnych sklepów. Jest notowana na Helsińskiej Giełdzie Papierów Wartościowych. Wzornictwo stosowane przez firmę jest uważane za charakterystyczne dla fińskiego wzornictwa przemysłowego.

## Historia
Marimekko została założona w roku 1951 przez Armi i Viljo Ratia, a jej nazwa oznaczała dosłownie „sukienka Marii”. Zdecydowano się na prostą, wyrazistą estetykę, która została odebrana jako nowoczesna.  Marimekko zatrudniła projektantów, m.in. Maija Isola i Vuokko Nurmesniemi, którzy postawili na prostotę i prosty wygląd, co wkrótce przyniosło pierwsze sukcesy; w latach 60. produkty firmy stały się znane również za granicą.

## Firma
Misją firmy jest osiągnięcie dominującej pozycji na świecie w dziedzinie wzornictwa i posiadanie własnego, niepowtarzalnego stylu  kojarzonego z Finlandią. Marimekko sprzedaje swoje wyroby w sieci 24 sklepów w Finlandii i 84 na świecie oraz eksportuje do 40 krajów.
W roku 2010 wartość firmy wynosiła 116,18 mln euro. Sprzedaż produktów firmy na świecie osiągnęła 158 mln euro, a w Europie 73 mln. Zatrudnia 479 osób.